# Tommy Tysper
Tommy Tysper, tidigare Pawlicki, född 9 juni 1975 i Överluleå församling, Norrbottens län, död 1 juli 2019, var en svensk tidigare artist, sedermera låtskrivare och musikproducent. 
Med sitt band Tommy Tysper and The Kids släppte han som tonåring plattan Young and Rockin' Crazy. Efter många år som producent och låtskrivare i Stockholm bosatte han sig i Los Angeles år 2015 och arbetade med artister som Elliphant, Zara Larsson, Skrillex, Major Lazer, Fifth Harmony med flera. Han var därtill delägare och aktiv i förlaget och produktionsbolaget TEN Music Group.